# Francis N'Ganga
Francis N'Ganga (Poitiers, 16 giugno 1985) è un ex calciatore francese naturalizzato congolese (Repubblica del Congo), di ruolo difensore.

## Carriera

### Club
Ha giocato nel campionato francese e belga.
Ha iniziato la sua carriera professionistica nel Grenoble, con cui ha giocato dal 2004 al 2009 totalizzando 106 presenze e 2 reti.
Nel 2009 si è trasferito al Tours, dove è rimasto per tre stagioni collezionando 76 presenze in Ligue 2.
Nel 2012 ha firmato per lo Charleroi in Belgio, diventando un punto fermo della difesa e giocando oltre 100 partite fino al 2019.
Nel 2019 ha avuto una breve esperienza a Cipro con l’Ermīs Aradippou, prima di trasferirsi al Lokeren, dove ha chiuso la carriera nel 2020.

### Nazionale
Ha esordito con la nazionale congolese nel 2008.